# Trampa de liquiditat
Una trampa de liquiditat és un concepte discutit que argumenta que si una economia entra en recessió provocant una deflació, i es redueixen els tipus d'interès nominals a curt termini fins a estar properes a zero, a partir d'aleshores la política monetària perd tota capacitat d'estimular de nou l'economia.

## Keynesianisme
L'existència de la trampa de liquiditat va ser postulada per John Maynard Keynes en la seva Teoria general de l'ocupació, l'interès i el diner. Va ser represa per John Hicks en el marc del model IS/LM, on el tipus d'interès posseeix una taxa mínima sota la qual ja no pot baixar, ja que els inversors prefereixen mantenir l'efectiu. La seva existència no és admesa per tots els economistes, en especial els monetaristes. Per contra, certs economistes neokeynesians com ara Paul Krugman postulen que el «decenni perdut» al Japó, en el transcurs dels anys 1990, és un exemple clar de trampa de liquiditat.

## Situació
Si es produeix una deflació, és a dir, una baixa generalitzada de preus, els agents econòmics generen expectatives futures que els preus continuaran baixant, de manera que prefereixen mantenir les seves rendes en forma d'estalvi i restringeixen el seu consum; aquest fet contribueix a agreujar la crisi econòmica i augmenta encara més la deflació. Durant una recessió un dels mètodes de reactivació de l'economia és la reducció del tipus d'interès del banc central per a estimular el consum i la inversió, de manera que es reprengui el creixement econòmic.

## Concepte
L'anàlisi keynesiana sosté que si els tipus d'interès nominals a curt termini es redueixen fins a un tipus crític proper a zero, s'arriba a una situació en la qual la demanda de moneda és perfectament (infinitament) elàstica: reduccions posteriors per sota de zero no són possibles, així que tots els agents esperen que el tipus d'interès tan sols pot augmentar, de manera que la seva preferència per a la liquiditat és llavors absoluta: l'efectiu es converteix en el millor actius per a invertir, doncs no té risc i presenta una alta rendibilitat real, perquè la caiguda futura dels preus nominals, fa que augmenti el poder adquisitiu de l'efectiu present. Per tant, baixar els tipus d'interès per sota d'aquest punt crític porta a l'economia a una espiral deflacionària on els agents temen baixades salarials i no consumeixen mentre esperen noves baixades de preus, i les empreses no inverteixen perquè endeutar-se quan es temen reduccions dels ingressos futurs no té sentit, ja que serà molt complicat retornar el préstec.

## Sortida i conseqüències
L'anàlisi keynesiana argumenta que escapar d'una trampa de liquiditat i neutralitzar una deflació no és fàcil. Quan el tipus d'interès nominal s'ha reduït fins a zero, l'única manera de disminuir el tipus d'interès real és incrementar les expectatives d'inflació. Si l'autoritat monetària convenç els agents econòmics que la inflació tornarà a ser positiva, el tipus d'interès real en efecte baixarà per sota del zero nominal, de manera que es contribuiria a revifar la demanda, vèncer la deflació i sortir de la recessió. Economistes keynesians com Paul Krugman proposen que s'ha de convèncer els agents que "el banc central serà tan irresponsable com Zimabwe" Naturalment però, els agents econòmics no consideren creïble que el banc central prometi més inflació, quan la seva retòrica acostuma a ser la contrària. Per a resoldre aquest problema Paul Krugman sosté que el banc central s'ha de comprometre i anunciar que mantenir els tipus d'interès baixos durant un llarg període. Així mateix sosté que el govern ha d'augmentar la despesa pública independentment del dèficit fiscal que es generi, ja que en un context de trampa de liquiditat, la despesa pública augmentarà el creixement econòmic mentre la política fiscal expansiva, que en condicions normals provocaría una contracció de la inversió, en aquest context d'expectatives deflacionàreis, contribueix a l'augment de la inversió; això implicaria un augment del PIB que, per tant, contribuiria a un augment de la recaptació, i per tant, un menor cost fiscal futur per a reduir el dèficit fiscal generat per la política expansiva del govern.